# Rennick Esther
Rennick Esther (15 aprile 1987) è un calciatore seychellese, di ruolo attaccante.